# مقاطعة تيهاما (كاليفورنيا)
مقاطعة تيهاما (بالإنجليزية: Tehama County)‏ هي إحدى مقاطعات ولاية كاليفورنيا في الولايات المتحدة الأمريكية.